# 富山県高岡総合庁舎
富山県高岡総合庁舎（とやまけんたかおかそうごうちょうしゃ）は、富山県高岡市にある県の機関である。本館と別館がある。

## 建物内にある機関
- 本館
  - 総合県税事務所高岡相談室（1階）
  - 高岡出納室（1階）
  - 高岡土木センター
  - 高岡農林振興センター（2階）
  - 高岡地方県民相談室
  - 消費生活センター高岡支所（5階）
  - 富山県西部教育事務所（5階）
- 別館
  - 高岡厚生センター
- 分館（1967年3月7日着工、1967年11月30日竣工、設計：日建設計工務株式会社、施工：株式会社東保組）は、2020年に廃止、解体。

## 交通アクセス
- あいの風とやま鉄道 高岡駅より徒歩25分
- 北陸新幹線 新高岡駅より徒歩20分
- 駐車場有